# Собор Святого Финбарра
Собор Святого Финбарра (ирл. Ardeaglais Naomh Fionnbarra) — кафедральный собор Церкви Ирландии, расположенный в городе Корк.

## История
На месте собора ещё с VII века находились культовые сооружения. Средневековое здание собора было разрушено в 1690 году во время войны между Вильгельмом III и Яковом II. На его месте в 1735 году была возведена небольшая церковь в неоклассическом стиле рядом с сохранившейся старой колокольней. В 1865 году сооружения были демонтированы и началось строительство нового собора в неоготическом стиле, посвящённого святому покровителю города Святому Финбарру.
В настоящее время собор является резиденцией епископа Коркского, Клойнского и Росскарберийского Дублинской митрополии.